# Johann Kraker
Johann Kraker (* 22. März 1909 in Kapfenberg, Steiermark; † 7. April 1988 ebenda) war ein österreichischer Politiker (ÖVP) und Lehrer.

## Leben
Nach Besuch der Volksschule und des Gymnasiums in Bruck an der Mur legte Johann Kraker im Jahr 1927 die Matura ab. Danach ging er nach Graz, wo er zunächst an der dortigen Universität und zuletzt an der Technischen Universität Mathematik, Darstellende Geometrie und Philosophie studierte. 1933 erhielt Kraker die Lehramtsprüfung.
Von 1933 bis 1937 wirkte Kraker als Lehrer am Gymnasium in Bruck an der Mur. Am 16. Dezember 1938 beantragte er die Aufnahme in die NSDAP und wurde zum 1. Januar 1940 aufgenommen (Mitgliedsnummer 8.504.954). Im Jahr 1944 wurde er zur Wehrmacht einberufen und geriet in den letzten Kriegstagen in amerikanische Kriegsgefangenschaft. Auch führte ihn sein Werdegang kurzzeitig als Lehrer ins niederösterreichische Stockerau, doch kehrte Kraker nach 1945 wieder als Lehrer an seine alte Wirkungsstätte in Bruck an der Mur zurück.
Er engagierte sich bereits früh in der neuen ÖVP. 1951 wurde er zum Bezirksparteivorsitzenden seiner Partei für den damals existierenden Bezirk Bruck an der Mur, heute einem Teil des Bezirks Bruck-Mürzzuschlag, gewählt.
Nur ein Jahr später, wurde er vom Landtag Steiermark nach Wien entsendet, wo er im November 1952 Mitglied des Bundesrats wurde. Im April 1953 schied er zunächst aus der österreichischen Länderkammer aus, nur, um nach zwei Monaten, im Juni 1953, erneut als Bundesrat vereidigt zu werden. Die Dauer seiner zweiten Amtszeit als Bundesrat dauerte bis April 1957.